# Feliks Chodżojan
Feliks Chodżojan (orm.: Ֆելիքս Խոջոյան, ur. 22 grudnia 1974 w Giumri) – ormiański piłkarz występujący na pozycji obrońcy.

## Kariera klubowa
Chodżojan karierę rozpoczynał w 1994 roku w Sziraku Giumri, grającym w pierwszej lidze ormiańskiej. W tym samym roku wywalczył z nim mistrzostwo Armenii, a w 1997 roku również wicemistrzostwo kraju. W 1998 roku przeszedł do szwajcarskiego trzecioligowca, FC Kreuzlingen. Po sezonie 1998/1999 wrócił stamtąd do Sziraka, z którym w 1999 roku zdobył kolejne mistrzostwo Armenii. Zawodnikiem Sziraka był do 2000 roku.
W 2001 roku Chodżojan występował w Spartaku Erywań, a w latach 2002–2003 w Banancu Erywań. Następnie grał w irańskim Pegah Gilan, a także ponownie w Sziraku Giumri. W 2009 roku zakończył karierę.

## Kariera reprezentacyjna
W reprezentacji Armenii Chodżojan zadebiutował 30 kwietnia 1997 w zremisowanym 0:0 pojedynku eliminacji Mistrzostw Świata 1998 z Irlandią Północną, a 11 października 2000 w wygranym 2:1 pojedynku eliminacji Mistrzostw Świata 2002 z Białorusią strzelił swojego jedynego gola w kadrze. W latach 1997–2001 w drużynie narodowej rozegrał 17 spotkań.